# Castillo de Bolcz
El castillo de Bolcz (alemán: Bolzenschloss, más tarde Bolkoschloß, Bolzenstein) es una fortaleza que integra en sus murallas alguna paredes de roca natural. Situado a unos 15 km de Jelenia Góra, en la parte norte de los montes Rudawy Janowickie, se localiza en un saliente rocoso de granito, a unos 561 m sobre el nivel del mar.

## Historia
La fundación del castillo en 1375 se atribuye a un cortesano del duque Bolko II de la familia Bolcz. El constructor del castillo, Clericus Bolze, apoyó el movimiento husita y Bolcz se convirtió en un nido de los Raubritter. En la primera mitad del siglo XV fue destruido durante una batalla de los habitantes de Wrocław y Świdnica con los husitas. Tras las destrucciones de la guerra, el castillo fue reconstruido apenas en 1517-1518, probablemente por Hans Dippold von Burghaus. En esa época se creó un patio y en la esquina sur se levantó una torre de defensa y se colocaron varias aspilleras en los muros. El castillo cambió sucesivamente de propietarios: en los años 1537-1543 perteneció a Justus Decjusz de Cracovia, cortesano y secretario del rey polaco Segismundo I Jagellón, llamado el Viejo. En los años 1520-1550 el castillo fue ampliado de nuevo. Entre otras cosas, se levantó un muro de piedra delante de la torre de la puerta, se construyó un baluarte, un foso seco y se adaptaron las murallas para el uso de la artillería construyendo tiros de llave. Las obras continuaron hasta 1550. En 1562 el castillo, junto con Janowice y Miedzianka, pasó a ser propiedad de los hermanos Hans y Franz Heilmann. Probablemente a principios del siglo XVII, Daniel Schaffgotsch, propietario de Janowice en aquella época, ordenó la continuación de las obras en el castillo. Otras transformaciones se produjeron a raíz de la Guerra de los Treinta Años. En 1645 el edificio fue ocupado por los suecos, quienes, al abandonar el castillo en diciembre de ese año, incendiaron la parte residencial. Desde entonces, Bolcz ha permanecido en ruinas.
El interés por el turismo a mediados del siglo XIX (en 1824 Federico Guillermo III de Prusia visitó el castillo) hizo que, en 1848, por iniciativa del conde Stolberg-Wernigerode, el castillo se sometiera a obras de reconstrucción y albergara una pequeña posada de estilo suizo construida sobre antiguos cimientos. Después de la guerra, en la posada había un albergue turístico, que ha sido devastado con el tiempo. El castillo está gestionado por Bosques Estatales de Polonia y está administrado por Inspección Forestal de Śnieżka. El castillo forma parte del Parque Cultural del Valle de Jelenia Góra, creado en 2008.

## Galería

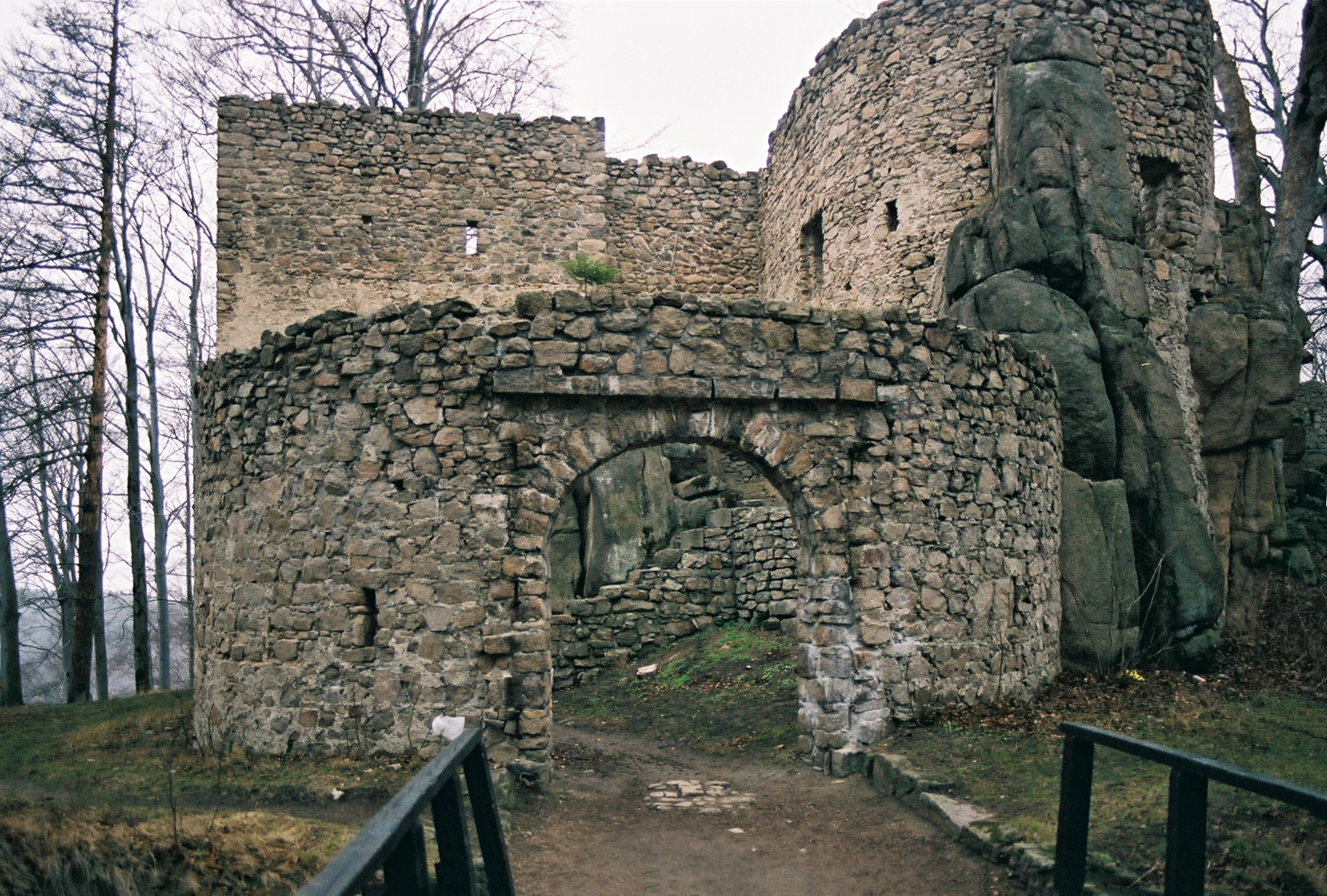
La puerta del castillo
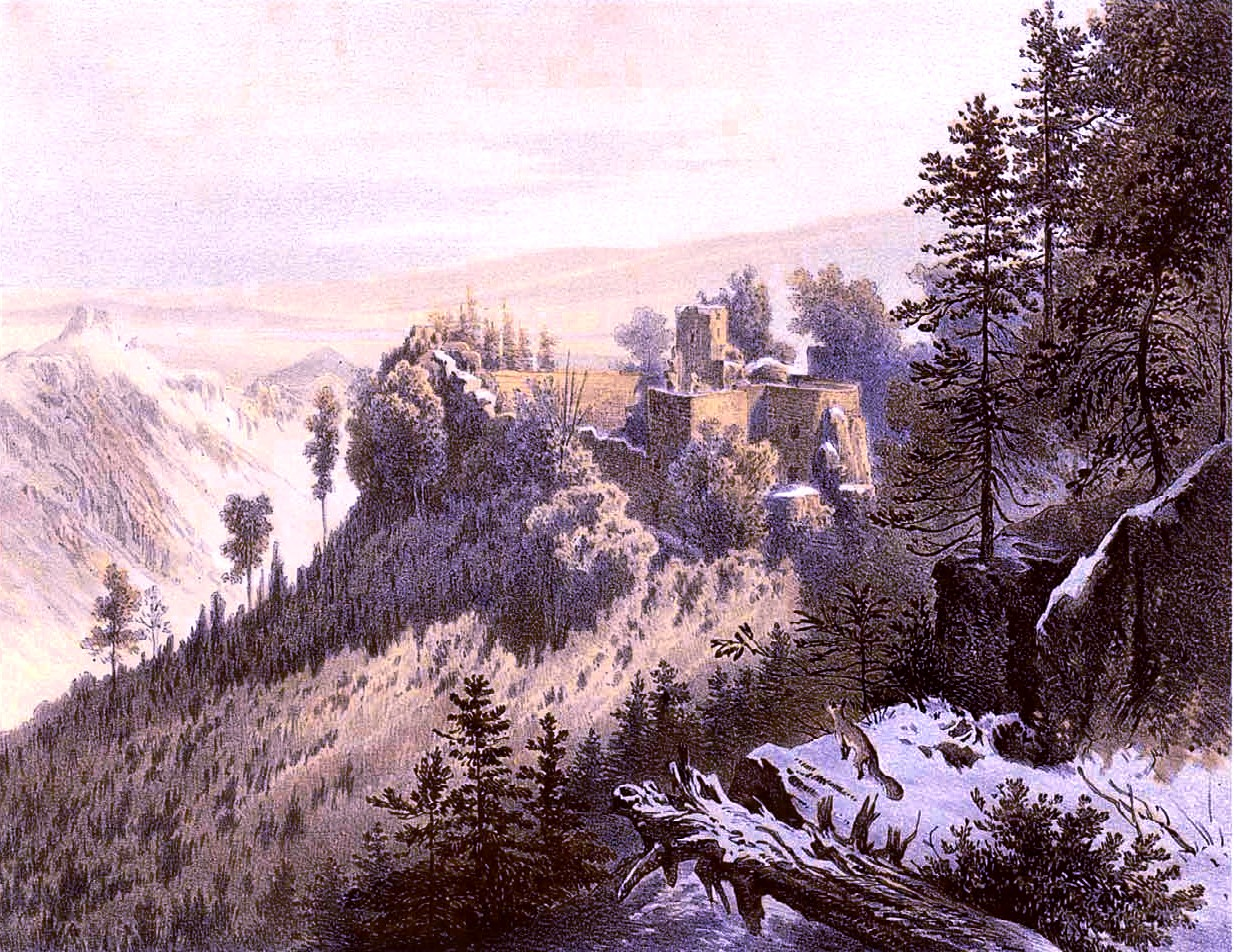
La visión de un artista del siglo XIX
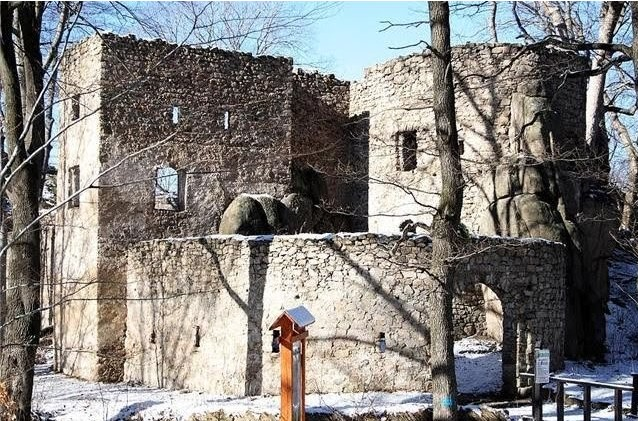
Muros del castillo
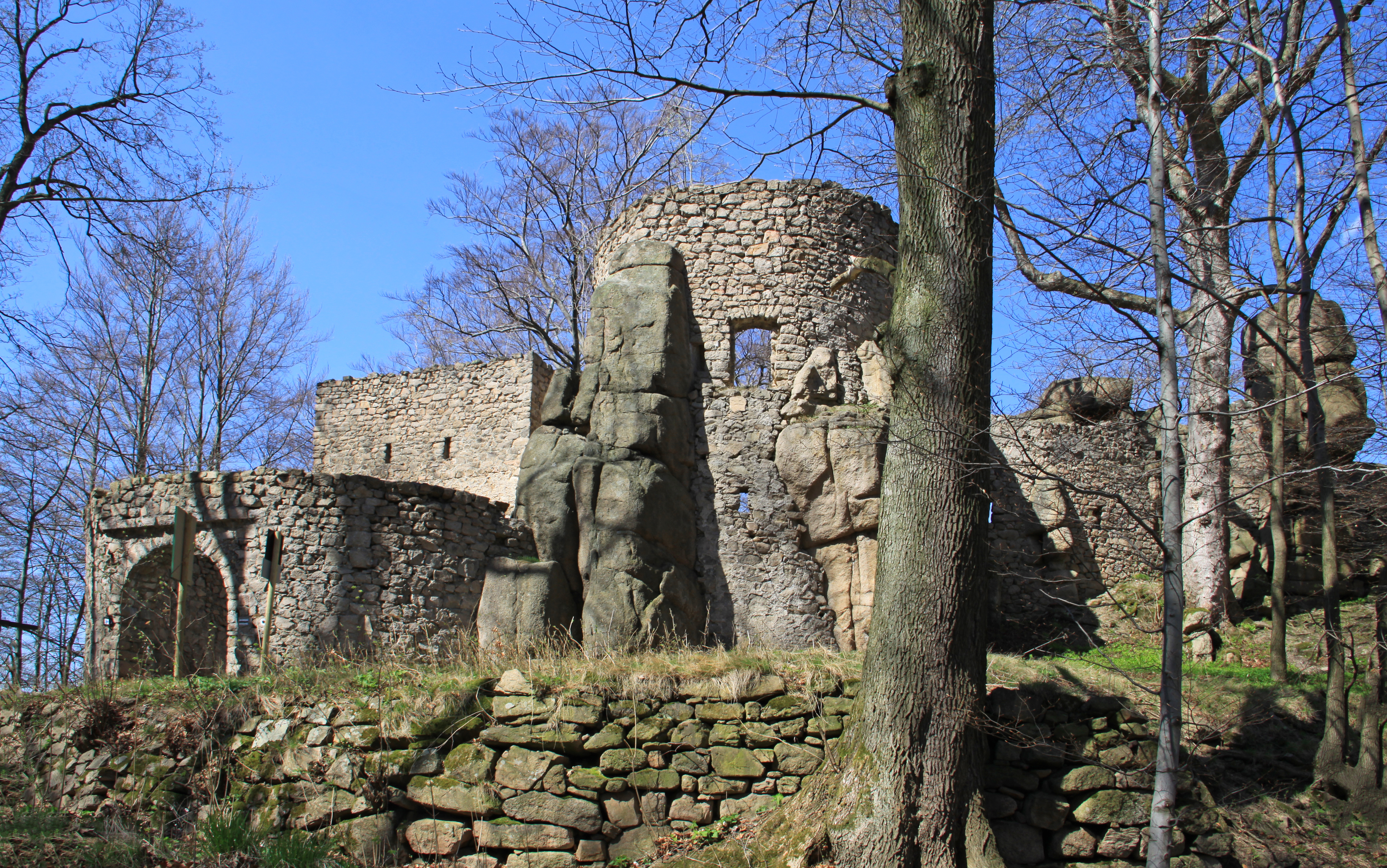
Castillo de Bolcz

## Arquitectura
Para la construcción del castillo se utilizaron dos rocas de granito, unidas por muros de piedra para crear un pequeño patio. Sobre ellas se construyó una torre cuadrada en el lado oriental, al lado de la cual se edificó una casa para las mujeres. Perpendicularmente a ella, en el lado norte de las murallas, al borde de la ladera, se construyó una vivienda en el sótano. Esta casa medía 20 x 7,8 m, su entrada salía directamente del patio, y sus pisos superiores estaban divididos en dos habitaciones de tamaño similar. En el lado sur había una capilla redonda, y frente al edificio residencial, al sureste, había una cocina y una panadería. En el patio del castillo había una cisterna de agua.
Las ruinas conservadas hasta hoy permiten reconstruir las tres partes principales del edificio: el castillo medieval, formado por las murallas periféricas, el edificio residencial y la torre cuadrangular; la parte del siglo XV, formada por dos patios, la muralla sur con aspilleras, así como la parte del siglo XVI, de la que se conservaron los muros de la barbacana, los baluartes y la puerta de entrada.

## Rutas de senderismo
- Janowice Wielkie – Castillo de Bolcz – Wojanów – Jelenia Góra
- Camino del Castillo a Głaziska Janowickie[3]